# 브리지스 (밴드)
브리지스(Bridges)는 1978년 오슬로에서 결성된 노르웨이 록밴드이다. 이 밴드는 신스팝 밴드 아하의 전신으로 유명하다. 이 밴드는 1980년에 데뷔 앨범 Fakkeltog를 발매했다. 두 번째 앨범 Våkenatt는 이듬해에 녹음되었지만 2018년까지 발매되지 않았다.